# Эмра, Тахир
Тахир Эмра (алб. Tahir Emra; 10 марта 1938, Джяковица — 7 октября 2024) — албанский художник. Он был членом Академии наук и искусств Косова.

## Биография
Тахир Эмра родился 10 марта 1938 года в городе Джяковица, Королевство Югославия (ныне Республика Косово). Он учился в Школе искусств Печа. В 1966 году окончил Академию изобразительных искусств в Белграде. В 1974 году он был одним из основателей Академии изобразительного искусства Косова. Он считался одним из сторонников современного искусства в Косове в 1960-х годах.
Его работы выставлялись по всей Югославии в 1970-х и 1980-х годах. Он был членом Академии наук и искусств Косова. В 2013 году Академия опубликовала монографию по случаю 75-летия Эмры.
Эмра умер 7 октября 2024 года в возрасте 86 лет.